# 135 Pułk Piechoty (II RP)

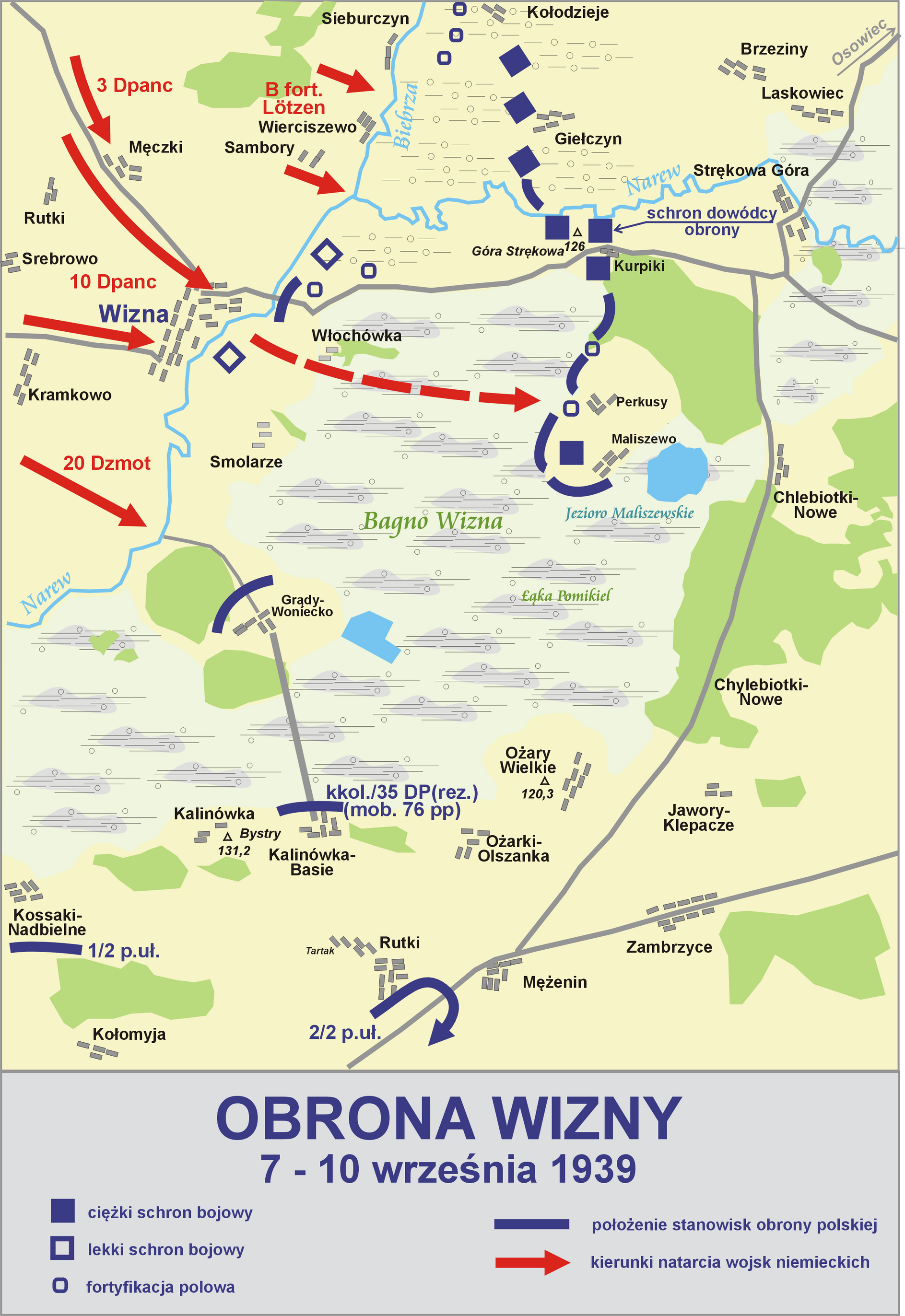
Pod Wizną walczyła 8 kompania pułku

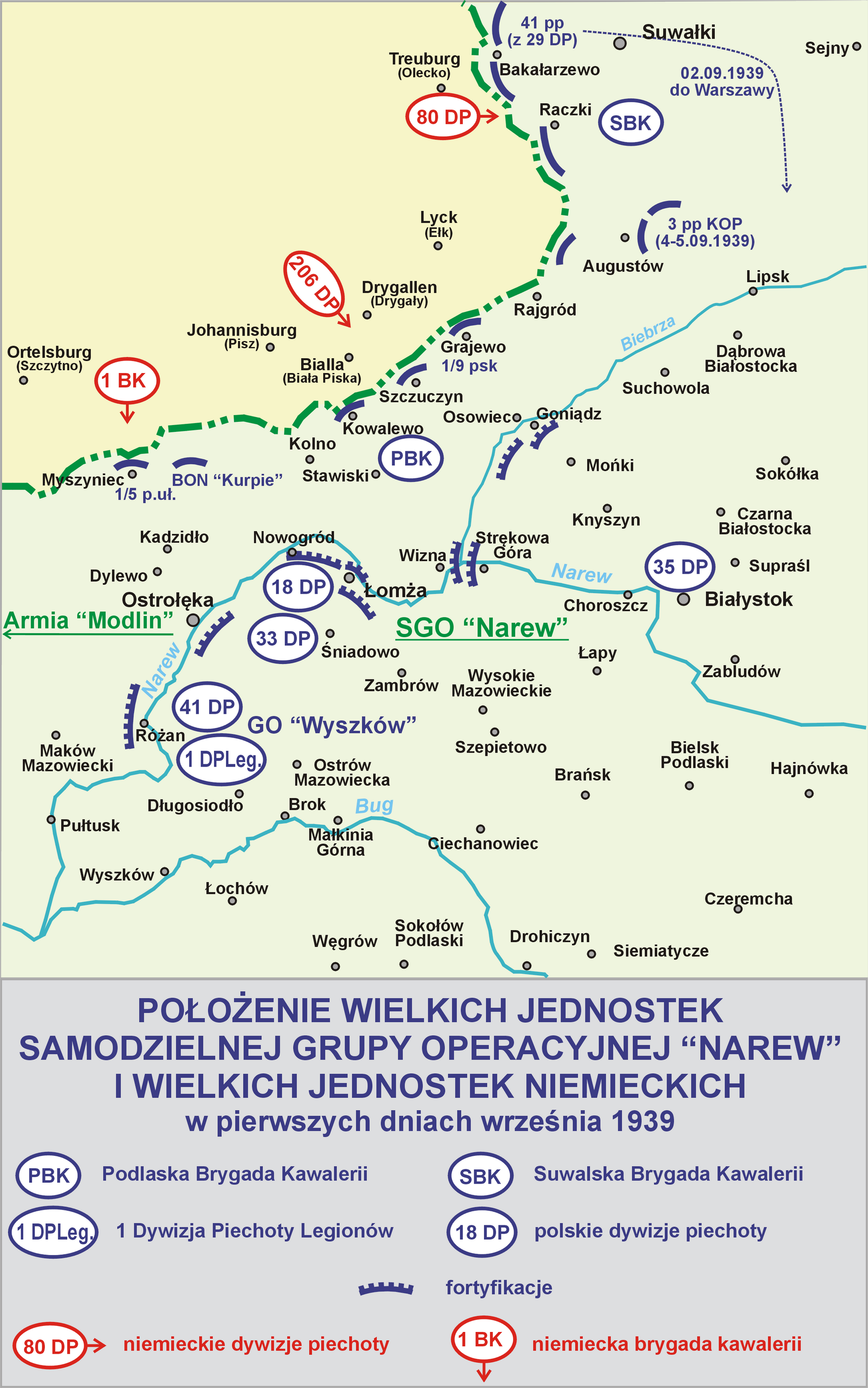

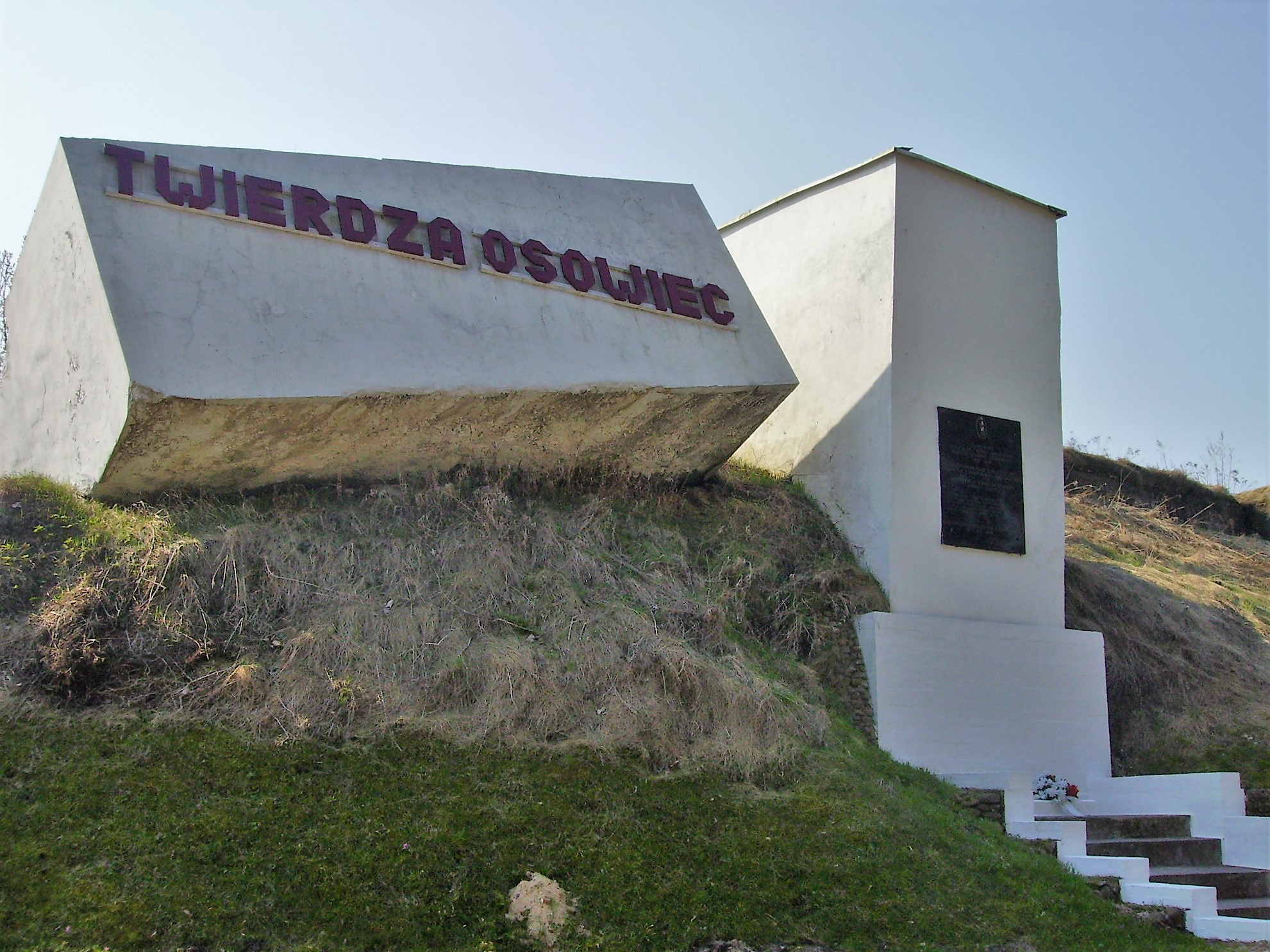
Twierdza Osowiec

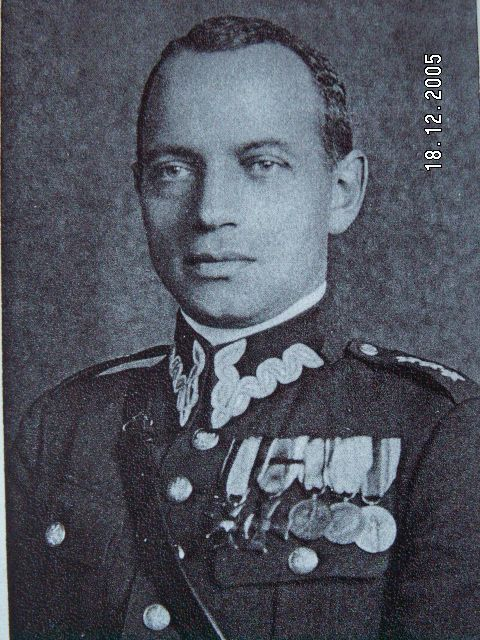
mjr. Stanisław Nowicki (urodzony 6 czerwca1896 w Oczesałach, zmarł 19 marca 1964 w Warszawie). - major piechoty Wojska Polskiego. Zastępca komendanta CSP KOP.

135 Pułk Piechoty (135 pp) – rezerwowy oddział piechoty Wojska Polskiego II RP.
Pułk nie występował w pokojowej organizacji wojska. Był jednostką formowaną w mobilizacji alarmowej, w grupie jednostek oznaczonych kolorem żółtym. Jednostką mobilizującą była Centralna Szkoła Podoficerów Korpusu Ochrony Pogranicza w Twierdzy Osowiec. Pułk przeznaczony był do składu 33 Rezerwowej Dywizji Piechoty. Do macierzystej dywizji nigdy nie dotarł.
Wraz z batalionem fortecznym „Osowiec” stanowił samodzielne zgrupowanie broniące Osowca, podległe początkowo Samodzielnej Grupie Operacyjnej „Narew”, a potem Grupie Operacyjnej „Grodno”.

## Działania pułku w kampanii wrześniowej
Walki w składzie Samodzielnej Grupy Operacyjnej „Narew”
Po zmobilizowaniu, 135 pułk piechoty wraz z II dywizjonem artylerii lekkiej 32 pułku artylerii lekkiej, zajął pozycje w rejonie Osowca. 2 września na pododcinku „Wizna” zluzowany został III batalion 71 pułku piechoty i ppłk dypl. Tadeusz Tabaczyński objął dowództwo nad całością odcinka obrony „Osowiec”. Załogę Osowca stanowił 135 pp z II dywizjonem 32 pal i batalionem fortecznym „Osowiec” mjr. Antoniego Korpala, Wizny zaś broniła 3 kompania ckm  wzmocniona 8 kompanią piechoty III/135 pp, pod ogólnym dowództwem kpt. Władysława Raginisa. W okresie do 6 września odcinek „Osowiec” nie był bezpośrednio atakowany przez Niemców. Na przedpolu działały pododdziały kawalerii i Straży Granicznej. W nocy z 2 na 3 września I batalion 135 pp mjr. Stanisława Nowickiego wykonał uderzenie na Prostki i opanował je. Na rozkaz opuścił zdobytą miejscowość i wycofał się na poprzednio zajmowaną pozycję.
7 września broniące rejonu Grajewa pododdziały I/135 pp, wsparte 4/32 pal, zostały zaatakowane przez pododdziały niemieckiej 10 Dywizji Pancernej. Zagrożona okrążeniem załoga Grajewa o 15.00 opuściła miasto i przeszła do rejonu wsi Ruda, a I/135 pp wycofał się do Twierdzy Osowiec.
8 września Niemcy osiągnęli rejon Wizny i zdobyli przyczółki na Narwi i tym samym odcięli broniących rejonu Osowca i Augustowa od sił głównych Samodzielnej Grupy Operacyjnej „Narew”. W związku z zaistniałą sytuacją, odcinki „Osowiec” i „Augustów” zostały podporządkowane dowódcy Grupy Operacyjnej „Grodno” gen. bryg. Józefowi Olszynie-Wilczyńskiemu.
Tego samego dnia, realizując rozkaz Naczelnego Wodza, dowódca GO nakazał wycofanie wszystkich oddziałów z obsady odcinka „Augustów” i „Osowiec” w kierunku na Knyszyn – Białystok.
Osłonę wycofania miał zapewnić batalion forteczny „Osowiec” i załoga pododcinka „Wizna”. Obsadę odcinka „Osowiec” – 135 pp i II/32 pal – zdecydowano wycofać transportami kolejowymi w kierunku na Brześć Litewski. Opuszczając swój odcinek, 135 pp dokonał zniszczeń obiektów obronnych.
Około północy 9 września pułk rozpoczął ładowanie pododdziałów do transportów podstawionych w Knyszynie i Starosielcach. 
W tym czasie Naczelne Dowództwo zdecydowało o utrzymaniu rejonów obrony na rubieży Wizna – Osowiec – Augustów, wobec czego wstrzymano załadowywanie załóg odcinków „Osowiec” i „Augustów”. Rozkaz dotarł do pułku około 1.00 10 września i nakazywał powrót 135 pp na osowiecki odcinek obrony. Pułk nocą rozpoczął marsz do Osowca. W trakcie marszu był bombardowany przez lotnictwo nieprzyjaciela. Po południu wyczerpane forsownym marszem bataliony przybyły do twierdzy. W oddziałach panował jednak dobry nastrój wywołany zadowoleniem z powrotu na poprzednie stanowiska obronne.
Próba odsieczy załodze Wizyny
Około południa ppłk Tabaczyński otrzymał rozkaz odbicia pozycji pod Wizną. Wobec powyższego, zdecydował się użyć w rejonie Wizny sprawdzony już w boju I batalion, wzmocniony baterią artylerii. Zwrócił  się też do dowódcy OK III z prośbą o przydzielenie transportu samochodowego. Generał Olszyna-Wilczyński przydzielił dwie mieszane samochodowo-autobusowe kolumny transportowe.
O świcie 11 września batalion, przy którym znajdował się też i dowódca pułku, dotarł do Czarnej Brzeziny. W tym czasie sytuacja w terenie przedstawiała się  następująco: most na Narwi pod Strękową Górą był zniszczony, schrony i umocnienia pod Giełczynem nie miały już obsady, a na pozycji obronnej było wielu zabitych. Natomiast z Wizny, w kierunku Jeżowa, posuwała się niemiecka kolumna pancerno-motorowa z 3 Dywizji Pancernej.
Żołnierze I/135 pp, po wyładowaniu z samochodów, ukryli się w lesie i zaroślach Brzeziny. Byli u kresu sił i ze zmęczenia posnęli. W tej sytuacji ppłk Tabaczyński rozkazał jedynie wykonać w nocy z 11 na 12 września wypad na przeprawy nieprzyjaciela, po czym odjechał do Osowca. Tam otrzymał od gen. Olszyny-Wilczyńskiego zarządzenie przerwania działań, powtórnego załadowania całego 135 pułku z obsadą Twierdzy „Osowiec” na transporty kolejowe i przegrupowania żołnierzy do Małopolski Wschodniej.
Zgodnie z rozkazem należało odtransportować wszystkie oddziały z obszaru graniczącego z Prusami Wschodnimi, a pozostawić jedynie obsadę granicy litewskiej i sowieckiej. Nocny wypad pod Wizną nie został więc wykonany, a I/135 pp wyruszył w drogę powrotną do Osowca. 
Działania w rejonie Lwowa
Wieczorem 12 września 135 pułk piechoty wraz z II dywizjonem 32 pal pobrał z magazynów znaczą ilości amunicji i żywności, zniszczył armaty pozycyjne, podpalił materiały pędne i opuścił Osowiec. Załadowanie pułku na transporty odbyło się nocą z 13 na 14 września na stacji Czarna Wieś i Nowa Kamienna. Transporty ruszyły w rejon Lwowa. 
W nocy z 17 na 18 września 135 pułk piechoty wyładował się z transportów kolejowych w rejonie Kostopol–Reszuck. 19 września, wspólnie z przydzielonym II/32 pal, ześrodkował się w rejonie Trosteńca. Potem, maszerując z 3 pułkiem piechoty KOP, walczył z dywersantami. 20 września około 22:00 przeszedł przez most na Styrze w Kołkach i skierował się na północ. Zmiana kierunku marszu wynikała prawdopodobnie z kalkulacji ppłk. Tabaczyńskiego o szansie przedarcia się w kierunku Bugu poprzez wykonanie manewru w kierunku północnym na Gródek. W trakcie marszu od kolumny pułku odłączył się batalion forteczny „Osowiec”. Stan liczebny pułku ulegał ciągłemu zmniejszaniu. Powodem były dezercje żołnierzy wywodzących się z mniejszości narodowych.
24 września w południe pułk dotarł do rejonu Gródka. I batalion zatrzymał się w lesie koło Gródka, II batalion wszedł do miasta, a III baon przeszedł przez Gródek i maszerował do folwarku Głębokie. W Gródku znajdował się też ewakuowany z Warszawy stołeczny batalion Przysposobienia Wojskowego mjr. Jana Gorazdowskiego.
W czasie osiągania rejonu Gródka nastąpił nalot około 40 sowieckich samolotów bombowych. Przez około półtorej godziny samoloty bombardowały pozbawione wszelkiej osłony przeciwlotniczej II i III batalion pułku. Zaatakowane baony poniosły bardzo duże straty w ludziach. Do punktu opatrunkowego w folwarku Głębokie przyniesiono ponad 130 rannych.
Reorganizacja pułku i ostatnie walki
W ciągu nocy z 24 na 25 września II i III batalion dokonały reorganizacji. Nie mając łączności z dowódcą pułku, wyruszyły w kierunku rzeki Stochód na Obzyr. Tu spotkały dowódcę pułku wraz z I batalionem piechoty. Brakowało pododdziałów pułkowych. Wobec poniesionych strat i zniechęcenia żołnierzy, dowódca pułku podjął decyzję, by w szeregach pozostawić tylko ochotników, którzy chcą walczyć. Dokonano częściowego rozwiązania pułku i II dywizjonu 32 pułku artylerii lekkiej. W nocy z 25 na 26 września do pułku dołączył batalion PW mjr. Jana Gorazdowskiego. 
Pułk, po przeformowaniu, składał się z I bp mjr. Stanisława Nowickiego, III bp kpt. Jana Konopki oraz z 5 baterii II dyonu 32 pułku artylerii lekkiej por. Romualda Dietrycha. Liczył wraz z PW niespełna 1000 ludzi.
Wczesnym rankiem 1 października zgrupowanie przekroczyło Bug w rejonie Opalina. Po przeprawie 135 pp przeszedł do lasów milanowskich, gdzie stoczył walkę z oddziałami sowieckimi, wycofując następnie w kierunku Parczewa. Po tej potyczce podjęto decyzję o dalszej działalności partyzanckiej i dokonano częściowego rozformowania pułku. W rejonie Parczewa oddziały pułku bombardowane były przez sowieckie lotnictwo. W nocy z 1 na 2 października resztki 135 pp dołączyły w Czemiernikach do walczącej w składzie Samodzielnej Grupy Operacyjnej „Polesie” 50 Dywizji Piechoty. W jej składzie żołnierze 135 pułku piechoty walczyli do 5 października 1939 roku.

## Obsada personalna pułku we wrześniu 1939
| Dowództwo pułku                   | Dowództwo pułku                 | Dowództwo pułku                            |
| Stanowisko                        | Stopień imię i nazwisko         | Stanowisko przed mobilizacją               |
| --------------------------------- | ------------------------------- | ------------------------------------------ |
| dowódca                           | ppłk dypl. Tadeusz Tabaczyński  | komendant CSP KOP                          |
| adiutant                          | kpt. Kazimierz Grzybowski       |                                            |
| kwatermistrz                      | kpt. Feliks Cebula              | oficer płatnik                             |
| oficer łączności                  | por. Leon Jodko                 | młodszy oficer szkolnej kompanii łączności |
| oficer żywnościowy                | por. Tadeusz Suszycki           |                                            |
| lekarz                            | kpt. lek. dr Eustachy Kretowski |                                            |
| szef kancelarii                   | st. sierż Tabaka                |                                            |
| Bataliony                         |                                 |                                            |
| dowódca I batalionu               | mjr Stanisław Nowicki           | zastępca komendanta CSP KOP                |
| adiutant                          | por. rez. Bohdan Zaremba        |                                            |
| lekarz                            | ppor. rez. lek. Jerzy Klein     |                                            |
| dowódca 1 kompanii                | kpt. Karol Janiurek             | adiutant CSP KOP                           |
| dowódca plutonu                   | por. Józef Pakuła               | młodszy oficer 3 kompanii szkolnej         |
| dowódca 2 kompanii                | por. Stanisław Sokołowski       | młodszy oficer 3 kompanii szkolnej         |
| dowódca 3 kompanii                | por. Władysław Sadowski         | młodszy oficer 2 kompanii szkolnej         |
| dowódca 1 kompanii ckm            | kpt. Antoni Kogut               | dowódca szkolnej kompanii km               |
|                                   |                                 |                                            |
| dowódca II batalionu              | mjr Emil Zawisza de Sulima      | komendant placu Osowiec                    |
| dowódca 4 kompanii                | kpt. Edward Łaski               | dowódca 1 kompanii szkolnej                |
| dowódca plutonu                   | por. Wacław Sobociński          | młodszy oficer szkolnej kompanii km        |
| dowódca 5 kompanii                | por. Władysław Grzegorski       | młodszy oficer 2 kompanii szkolnej         |
| dowódca 6 kompanii                | kpt. Adam Wawrzyniec Wisławski  |                                            |
| dowódca 2 kompanii ckm            | kpt. Kazimierz Nejranowski      | młodszy oficer szkolnej kompanii km        |
|                                   |                                 |                                            |
| dowódca III batalionu             | kpt. Jan Konopka                | dowódca 3 kompanii szkolnej                |
| adiutant                          | por. Ewald Migula               | młodszy oficer 2 kompanii szkolnej         |
| oficer żywnościowy                | ppor. rez. Franciszek Piekamiak |                                            |
| dowódca plutonu łączności         | por. rez. Goliński              |                                            |
| dowódca 7 kompanii                | por. Bronisław Zastawny         | młodszy oficer 3 kompanii szkolnej         |
| dowódca plutonu                   | ppor. rez. Zygmunt Wiland       |                                            |
| dowódca plutonu                   | ppor. rez. Władysław Panów      |                                            |
| dowódca plutonu                   | ppor. rez. Leja                 |                                            |
| dowódca 8 kompanii                | kpt. Wacław Schmidt             |                                            |
| dowódca 9 kompanii                | kpt. Wacław Adamowicz           |                                            |
| dowódca 3 kompanii ckm            | por. Władysław Glinka           | młodszy oficer 1 kompanii szkolnej         |
| Pododdziały specjalne             |                                 |                                            |
| dowódca kompanii przeciwpancernej | kpt. Kazimierz Szternal         | dowódca 2 kompanii szkolnej                |
| dowódca kompanii zwiadowczej      | por. Hieronim Chalamoński       | młodszy oficer 1 kompanii szkolnej         |
| dowódca plutonu pionierów         | kpt. Tadeusz Jacyna             | oficer saperów CSP KOP                     |
| dowódca kompanii gospodarczej     | kpt. Witalis Karbaum            | dowódca kompanii administracyjnej          |